# Соломатовский сельсовет
Соломатовский сельсовет — административно-территориальное образование (сельсовет) в составе города областного значения Чкаловск Нижегородской области. До 2015 года составлял сельское поселение в рамках Чкаловского района.
Административный центр — село Соломаты.

## История
Законом Нижегородской области от 15 июня 2004 года № 60-З, Соломатовский сельсовет был наделён статусом сельского поселения в составе Чкаловского муниципального района.
Законом Нижегородской области от 8 мая 2015 года № 59-З, 19 мая 2015 года все муниципальные образования Чкаловского муниципального района были преобразованы в городской округ город Чкаловск.
Законом Нижегородской области от 13 мая 2015 года № 67-З, Соломатовский сельсовет утверждён административно-территориальным образованием в составе города областного значения Чкаловск.

## Население
| 2002 | 2010 | 2012 | 2013 | 2014 | 2015 |
| ---- | ---- | ---- | ---- | ---- | ---- |
| 1083 | ↘799 | ↘784 | ↘780 | ↘757 | ↘717 |

## Населённые пункты
В состав сельсовета входит 30 населённых пунктов.
| №  | Населённый пункт | Тип                          | Население |
| -- | ---------------- | ---------------------------- | --------- |
| 1  | Беляниха         | деревня                      | ↘2        |
| 2  | Большое Якунино  | деревня                      | ↘32       |
| 3  | Вашеево          | деревня                      | ↘8        |
| 4  | Вихорево         | деревня                      | ↘5        |
| 5  | Гришино          | деревня                      | ↘7        |
| 6  | Железово         | деревня                      | ↘262      |
| 7  | Загоскино        | деревня                      | ↘3        |
| 8  | Кодочиги         | деревня                      | ↘18       |
| 9  | Колобово         | деревня                      | ↘21       |
| 10 | Левиха           | деревня                      | ↘0        |
| 11 | Лисино           | деревня                      | ↘14       |
| 12 | Малое Якунино    | деревня                      | ↘5        |
| 13 | Мишино           | деревня                      | ↘4        |
| 14 | Морозово         | деревня                      | ↘43       |
| 15 | Подожгино        | деревня                      | ↘5        |
| 16 | Поросятево       | деревня                      | ↘0        |
| 17 | Починок          | деревня                      | ↘21       |
| 18 | Просоль          | деревня                      | →0        |
| 19 | Семеново         | деревня                      | ↘0        |
| 20 | Соломаты         | село, административный центр | ↘261      |
| 21 | Спирино          | деревня                      | ↘22       |
| 22 | Умники           | деревня                      | ↘11       |
| 23 | Федена           | деревня                      | ↘1        |
| 24 | Хохары           | деревня                      | ↘7        |
| 25 | Шиблово          | деревня                      | →0        |
| 26 | Шинино           | деревня                      | ↘0        |
| 27 | Шишкино          | деревня                      | ↘24       |
| 28 | Шмели            | деревня                      | ↘3        |
| 29 | Щетинино         | деревня                      | ↘12       |
| 30 | Ягодная          | деревня                      | ↗8        |